# Kościół Narodzenia Najświętszej Maryi Panny w Zbarzewie
Kościół Narodzenia Najświętszej Maryi Panny w Zbarzewie – rzymskokatolicki kościół parafialny należący do parafii pod tym samym wezwaniem (dekanat święciechowski archidiecezji poznańskiej).
Jest to świątynia zbudowana w latach 1470-1473. W 2. połowie XVII wieku została dostawiona kruchta południowa. Budowla jest późnogotycka, murowana, orientowana, wzniesiona z cegły, na planie zbliżonym do kwadratu, z nieco węższym i niższym zamkniętym trójbocznie prezbiterium od strony wschodniej. Na południowej elewacji nawy znajduje się dostawiona kruchta na planie zbliżonym do kwadratu. Od strony północnej do prezbiterium przylega zakrystia. Korpus nawowy i prezbiterium w narożnikach są oszkarpowane. Elewacja zachodnia jest zwieńczona wysokim, trójkątnym szczytem z ostrołukowymi blendami w układzie schodkowym, oddzielonymi od siebie wysokimi sterczynami. Korpus nawowy i prezbiterium są nakryte dachami dwuspadowymi. Prostopadłościenna kruchta dostawiona od strony południowej do korpusu nawowego, wysokością sięgająca gzymsu wieńczącego nawy jest ozdobiona szczytem ze spływami i nakrywa ją dach dwuspadowy. Zakrystia umieszczona po stronie północnej prezbiterium jest nakryta dachem pulpitowym.